# Mark Lee Ping Bin
Pour les articles homonymes, voir Mark Lee (homonymie) et Lee.
Mark Lee Ping Bing (李屏賓) également appelé Mark Lee, ou Lee Ping Bing, est un directeur de la photographie taïwanais, né à Taïwan en 1954.

## Biographie
Mark Lee Ping-bing commence sa carrière en 1977. C'est en 1985 qu'il démarre sa collaboration avec Hou Hsiao-hsien.
Mark Lee Ping Bing a notamment travaillé avec Hou Hsiao-hsien, Wong Kar-wai, Tran Anh-Hung et Hirokazu Kore-eda

## Filmographie
- 1984 : Run Away (Ce ma ru lin)
- 1985 : A Flower in the Rainy Night (Yang chun lao ba)
- 1985 : Un temps pour vivre, un temps pour mourir (Tong nien wang shi)
- 1986 : Lianlian fengchen
- 1987 : Daocaoren
- 1988 : Runaway Blues
- 1989 : City Kids 1989
- 1989 : Lubinghua
- 1990 : Shanghai jiaqi
- 1990 : Xi hei qian
- 1993 : Fong Shi Yu II: Wan fu mo di
- 1993 : Le Maître de marionnettes (Hsimeng jensheng)
- 1994 : Yong Chun
- 1994 : Tian Di
- 1994 : Neige d'été
- 1996 : Nanguo zaijan, nanguo
- 1996 : Taipin tienguo
- 1996 : Fei tian
- 1997 : Yit huet jui keung
- 1997 : Boon sang yuen
- 1998 : Les Fleurs de Shanghai (Hai shang hua)
- 1999 : Sam dung
- 2000 : À la verticale de l'été (Mua he chieu thang dung)
- 2000 : In the Mood for Love (Fa yeung nin wa)
- 2001 : Millennium Mambo (Qianxi manbo)
- 2002 : Time 4 Hope (Yee yan saam chuk)
- 2002 : Seung fei
- 2002 : Visible Secret 2 (Youling renjian II: Gui wei ren jian)
- 2002 : Printemps dans une petite ville (Xiao cheng zhi chun)
- 2003 : Inquiétudes de Gilles Bourdos
- 2003 : Café Lumière (Kôhî jikô)
- 2004 : A Letter from an Unknown Woman (Yi ge mo sheng nu ren de lai xin)
- 2005 : Three Times (Zui hao de shi guang)
- 2005 : Haru no yuki
- 2005 : Long yan zhou
- 2005 : Ai li si de jin zi
- 2006 : Fu zi
- 2007 : The Matrimony
- 2008 : Et après (Afterwards)
- 2009 : Murderer
- 2012 : Renoir
- 2015 : Lost and Love
- 2015 : The Assassin
- 2016 : Crosscurrent
- 2017 : Love Education
- 2017 : Espèces menacées

## Distinctions

### Récompenses
- Festival des 3 continents 1986: meilleure réalisation pour Poussières dans le vent

- Festival de Cannes 2000 : Grand prix technique pour In the Mood for Love
- Chlotrudis Awards 2002 : meilleure photographie pour In the Mood for Love
- Asian Film Awards : meilleure photographie pour La Ballade de l'impossible en 2011 et The Assassin en 2016

### Nominations
- Chlotrudis Awards 2002 : meilleure photographie pour À la verticale de l'été
- César 2014 : meilleure photographie pour Renoir
- Chlotrudis Awards 2016 : meilleure photographie pour The Assassin